# Спортики
Спо́ртики — молодые люди атлетического телосложения, выступающие в качестве карателей провинившихся курьеров (закладчиков) с точки зрения наркоторговцев, своего рода коллекторы.
Поиск наркокурьеров и курирование выполнения ими заказов в теневых сегментах интернета осуществляют так называемые HR и менеджеры. При устройстве на «работу» закладчики предоставляют своим кураторам залоговую сумму или фотографии с паспортами. Большинство выбирают второе, и в случае «провинности» их данные «сливаются» в правоохранительные органы или же сообщаются спортикам. Провинностью с точки зрения кураторов считается ситуация, когда товар не доходит до покупателя. Чаще всего такое случается, когда курьер перепродаёт товар самостоятельно или же сам его употребляет.
Как правило, при обнаружении «крысы» наниматель сразу не даёт понять, что обнаружил обман, а вместо этого поручает новый заказ и отправляет на место, откуда якобы необходимо забрать «клад». Там курьера-«крысу» или «швыра», как их ещё называют, уже поджидают спортики. В одиночку они действуют редко, обычно собираясь в группы по три-пять человек. Наказание заключается в избиении, иногда с использованием бит, цепей, арматуры, самодельных ножей и пневматического оружие, а также поджигании волос, распылении в глаза и рот перцовых баллончиков. Спортики избивают как парней, так и девушек, последние также могут подвергаться изнасилованию. Существуют и менее жёсткие наказания — отрезание волос, обливание зелёнкой и т. д.. Жестокость наказания определяется, как правило, суммой «ущерба», а его вид зависит от фантазии куратора. С целью запугивания остальных курьеров наркомаркетов и избежания предательства среди них процесс избиения снимается на видео и выкладывается в закрытых чатах как отчёт, при этом, лица коллекторов обычно скрыты под балаклавами. Иногда спортики вычисляют адреса кидал, делают предупреждения в виде битья окон или поджога двери, могут устроить разборки прямо в квартире. Как правило, коллекторы стараются не убивать своих жертв, при этом, наносимые ими повреждения могут привести к инвалидности. Иногда жертвами спортиков могут оказаться посторонние люди, принятые за провинившихся наркозакладчиков.
Набор спортиков в теневых сегментах интернета и курирование их деятельности осуществляется по той же схеме, что и набор и курирование курьеров-закладчиков, иногда одними и теми же людьми, обычно посредниками, кроме курирования в интернете не имеющими никакого отношения к наркобизнесу, иногда это могут быть несовершеннолетние. Основной критерий отбора — физические данные, преимуществом служат также призовые места в спортивных соревнованиях.
Помимо членов преступных наркогруппировок, получающих за свою деятельность деньги, существуют и те, кто позиционирует себя как борцы с наркоманией, при этом, просто избивая наркоманов вместо попыток оказать им помощь в преодолении зависимости. По мнению правоохранителей, таким образом эти люди пытаются самоутвердиться.
Корни этого явления лежат ещё в 1990-х, когда многие бывшие спортсмены становились бандитами, чаще всего выполняя в преступных группировках наиболее грубую работу по выбиванию долгов и т. д., в том числе в сфере наркобизнеса.
Одним из основных путей вычисления спортиков является распутывание цепочек счетов, по которым оплата за «работу» поступает её исполнителям. Хотя изначально деньги начисляются на подставные реквизиты, рано или поздно они придут к получателю. Имеются и другие пути вычисления преступников.
С точки зрения уголовного кодекса действия спортиков расцениваются как хулиганство, в том числе злостное, нанесение тяжких телесных повреждений, порча и хищение имущества. Кроме того, они могут понести уголовную ответственность и за незаконный оборот наркотических веществ, совершённый в составе организованной преступной группы